# FK Dynamo Sankt Petersburg
Der Futbolny Klub Dynamo Sankt Petersburg (russisch Футбольный клуб «Динамо» Санкт-Петербург) ist ein russischer Fußballverein aus Sankt Petersburg.

## Geschichte
Der Verein wurde bereits 1922 gegründet. Von 1954 bis 1960 firmierte die Mannschaft unter dem Namen Arbeitsreserven Leningrad. Ab 2002 spielte der Klub in der 1. Division. Nach der Spielzeit 2003 wurde das Team aufgelöst und erst 2007 wieder gegründet. Drei Spielzeiten verbrachte die Mannschaft in der drittklassigen 2. Division, eher 2009 die Zonenmeisterschaft gewonnen und der Wiederaufstieg geschafft wurde. Nach der Saison 2010 musste der Verein, als nur der 16. Rang erreicht werden konnte, den Weg in die Drittklassigkeit antreten. 2017 nach dem Gewinn der Staffelmeisterschaft West in der 2. Division konnte der erneute Aufstieg in die 1. Division gefeiert werden.
Zur Saison 2018/19 der zweiten russischen Liga siedelte der Verein nach Sotschi um und nahm den Namen PFC Sotschi an. Dieser trägt seine Heimspiele im Olympiastadion Sotschi in Adler (Stadtkreis Sotschi) aus.
Der Verein hat sich 2019 mit dem ehemaligen Verein FC LAZ Luga vereinigt und spielt seit der Saison 20/21 in der Perwenstwo PFL (dritte Liga). Der ehemalige Torhüter von Zenit St. Petersburg Wjatscheslaw Alexandrowitsch Malafejew ist 2020 Trainer geworden.

## Erfolge
- Staffelmeister der 2. Division: 2001, 2009, 2017

## Bekannte ehemalige Spieler
- Sergei Dmitrijew
- Georgi Grammatikopulo
- Nikolai Larionow
- Juri Morosow
- Gennadi Timofejew
- Juri Wardimiadi
- Saša Ilić
- Andrej Lauryk
- Serghei Rogaciov
- Brian Idowu

## Bekannte ehemalige Trainer
- Sergei Dmitrijew
- Eduard Malofejew